# Gottfried Wagner
Gottfried Wagner, arrière petit-fils de Richard Wagner, arrière-arrière petit-fils de Franz Liszt né le 13 avril 1947 à Bayreuth, est un journaliste, musicologue et réalisateur allemand qui vit en Italie. Il est connu pour son attitude critique envers la famille Wagner. Son autobiographie, publiée en 1997, a été traduite en six langues.

## Biographie
Gottfried Wagner est le fils de Wolfgang Wagner et d'Ellen Drexel, l'arrière-petit-fils de Richard Wagner, et l'arrière-arrière-petit-fils de Franz Liszt et de Marie d'Agoult. Sa thèse de doctorat de philosophie, à l'université de Vienne, porte sur Kurt Weill et Bertolt Brecht. Sa réflexion personnelle sur la culture et l'histoire de l'Allemagne, en corrélation avec l'histoire des Juifs aux XIXe et XXe siècles, lui inspire de nombreuses publications.
Membre du PEN Club du Liechtenstein, il est en 1992 l'un des fondateurs du Post-Holocaust Discussion Group.
Gottfried Wagner vit en Italie depuis 1983. Marié à Teresina Rossetti, il a un fils, Eugenio. Il s'est éloigné de sa famille paternelle, dont il critique ouvertement les sympathies pour le régime nazi. Il a reçu plusieurs distinctions pour ses travaux universitaires, traduits en onze langues, et pour ses engagements humanitaires.

## Publications
- L'Héritage Wagner, une autobiographie, NiL éditions, 1998 (traduction du livre Wer nicht mit dem Wolf heult, Autobiographische Aufzeichnungen eines Wagner-Urenkels[2], éditions Kiepenheuer & Witsch, Köln, 1997)